# Кокорештій-Міслій (комуна)
Кокорештій-Міслій (рум. Cocorăștii Mislii) — комуна у повіті Прахова в Румунії. До складу комуни входять такі села (дані про населення за 2002 рік):
- Горуна (1077 осіб)
- Кокорештій-Міслій (1900 осіб)
- Циперешть (497 осіб)

Комуна розташована на відстані 73 км на північ від Бухареста, 17 км на північний захід від Плоєшті, 68 км на південь від Брашова.

## Населення
За даними перепису населення 2002 року у комуні проживали 3474 особи, усі — румуни. Усі жителі комуни рідною мовою назвали румунську.
Склад населення комуни за віросповіданням:
| Релігія            | Кількість осіб | Відсоток |
| ------------------ | -------------- | -------- |
| православні        | 3377           | 97,2%    |
| адвентисти         | 52             | 1,5%     |
| п'ятдесятники      | 30             | 0,9%     |
| баптисти           | 5              | 0,1%     |
| старообрядці       | 3              | 0,1%     |
| не релігійні       | 3              | 0,1%     |
| не вказали релігію | 4              | 0,1%     |